# オッフラーガ
オッフラーガ（伊: Offlaga）は、イタリア共和国ロンバルディア州ブレシア県にある、人口約4,100人の基礎自治体（コムーネ）。

## 地理

### 位置・広がり

#### 隣接コムーネ
隣接するコムーネは以下の通り。
- バニョーロ・メッラ
- バルバリーガ
- デッロ
- レーノ
- マネルビオ
- サン・パオロ
- ヴェロラヌオーヴァ

### 地震分類
イタリアの地震リスク階級 (it) では、3 に分類される
。